# Васил Левський
Васи́л Ле́вський (болг. Васи́л Ле́вски; народжений як болг. Васи́л Іва́нов Ку́нчев) (18 липня 1837, Карлово — 19 лютого 1873, Софія) — Національний герой Болгарії, болгарський революціонер на псевдо «Диякон», «Джинґібі», «Дервішоґлу Аслан Ефенді» (загалом мав понад 50 псевдонімів та вигаданих прізвищ, бо під час революційної діяльності у Болгарії змінював їх ледь не щотижнево), а також відомий як чернець Ігнатій Хіландарського монастиря. Є одним із «чотирьох великих» (болг. четеримата големи) Болгарського руху звільнення від османів (Болгарської революції), куди відносять ще Христо Ботева, Георгія Стойкова Раковського й Любена Каравелова.
Ідеолог та організатор відродження болгарської держави в ХІХ столітті. Вшанований болгарською спільнотою найвищими епітетами — болгарський месія, Апостол свободи тощо. У політичній теорії поєднував елементи утопізму та романтизму. Його мрією було створення чистої і святої республіки, в якій усі мали б рівні права, незалежно від своєї національності та віросповідання. Для Османської ж імперії він був одним із представників терористичних груп православних османів, яких підтримували спецслужби Сербії, Румунії та Російської імперії.
Засновник Внутрішньої революційної організації (ВРО), а також Болгарського революційного центрального комітету (БРЦК). Розробник стратегії звільнення етнічних територій болгарського народу від панування Османської імперії.

## Життєпис

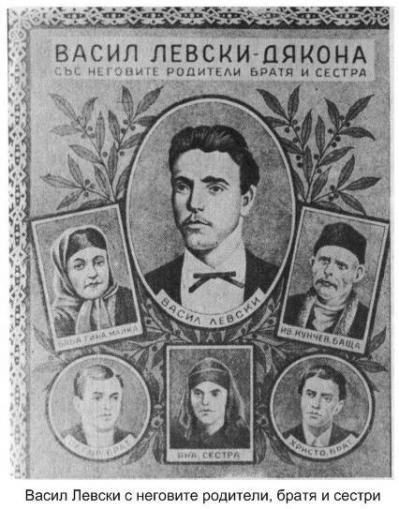
Фамільне дерево Васила Левського, де зображені його батьки, двоє братів та сестра. Ще одна сестра Марія померла в дитинстві.

### Ранні роки
Народився в старовинному анклаві болгарських поселень, що не знали турецької етнічної присутності — місті Карлово. Батько Васила Іван Кунчев був освіченим ремісником, який займався опліткою та малярством. Мати Гіна Василєва Караіванова-Кунчева, домогосподарка, займалась вихованням дітей. Вона походила із заможнішої сім'ї ніж родина її чоловіка, її батько був золотих справ майстром у місті Сопот, але звідти через погроми болгар змушений був втекти.
У матеріальному плані сім'я Кунчевих бідувала. Врешті Іван Кунчев розорився, через злополучне особисте поручительство і нелояльність свого партнера. Васил мав двох сестер та двох братів. Один з його братів, Петр Кунчев надалі став відомим революціонером.
Спочатку Васил навчався в школі (болг. училище) в Карлово протягом 1845—1849 років, паралельно вивчаючи «болг. кафтанджийство або абаджийство» — виробництво вовняних матеріалів для верхнього одягу, у тому числі для османської армії.
Коли Василу було 14 років, батько та молодша сестра Марія померли. Три брати змушені були дбати про родину. Васил пішов традиційним шляхом болгар Карлово — стати ремісником.

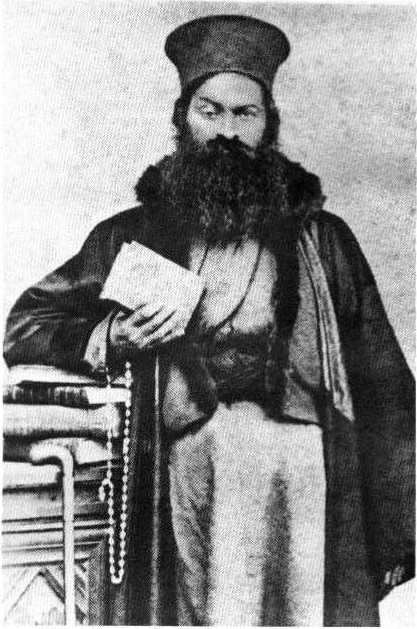
Дядько Левського — архимандрит Васил.

### Релігійна освіта
Проте 1852 року став послушником при своєму дядькові, архимандриті Василєві, який збирав людські пожертви для Хіландарського монастирі. З ним Васил 2 роки брав участь у зборі пожертв, при цьому вивчаючи церковний спів та основи богослужіння. 1855 року вони залишили Карлово та переїхали до Старої Загори, де Васил продовжив навчання в школі. Воно було дуже пристойним, адже надалі Васил вільно спілкувався грецькою, турецькою та вірменською мовами. 1857 року на вимогу дядька покинув школу та рік провів у Пловдиві, де навчався у церковному училищі в підготовці на сан священика. Тоді ж він написав перший відомий свій рукопис — «Вступ до викривального богослов'я».
Влітку 1858 року Васил повернувся в Карлово зі своїм дядьком, який начебто поставив йому умову постригтися в ченці для подальшого відправлення в Росію, щоб вчитися. Але за спогадами Васила Караіванова, двоюрідного брата Левського, ані той, ані його дядько про це гіпотетичне навчання навіть не згадували. А от відомий болгарський революціонер та письменник Стоян Заїмов про це писав у книзі, яку присвятив Левському. 7 грудня 1858 Левський постригся в ченці та був висвячений в цій іпостасі під ім'ям «Ігнатій» в Сопоті, у монастирі «Святий Спас» під покровом преподобного Кирила Рильського. 1859 року у Пловдиві митрополит Паїсій висвятив його на ієродиякона церкви «Діва Марія» в Карлово. Левський служив у церкві разом із дядьком до кінця 1861 року, коли вирішив присвятити себе революційній боротьбі.

### Еміграція

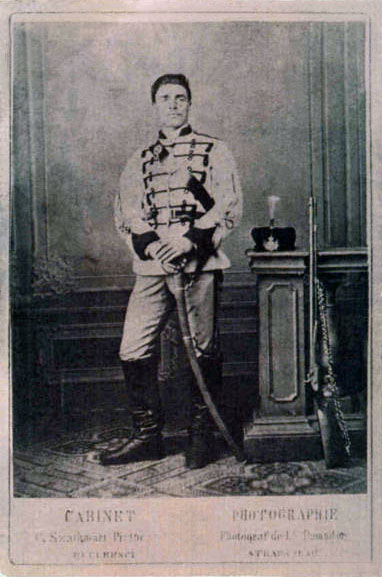
Васил Левський у формі Першої болгарської легії. Фото 1868 року.

#### У Сербії
1863 року Васил емігрував до Сербського королівства, де став помітним у радикальних колах болгарських революціонерів. Увійшов до Першої болгарської легії на чолі з Георгієм Раковським. Взяв участь у військових діях Сербії проти Османської імперії. Через свою хоробрість під час боїв з османами під Белградом 3–5 червня 1862 року отримав псевдонім «Левський» — за легендою зробив левиний стрибок (болг. лъвски) під час військових вправ. У той час Васил прийняв революційну тактику Раковського про необхідність організації чет, їх введення до Болгарії, які тоді своєю діяльністю піднімуть народні маси на повстання проти османської влади. Наприкінці червня 1862 року його відправили до чети, яку очолював Ільо воєвода. Але сербська влада замість військового навчання чет змушувала їх займатися невійськовими обов'язками, зокрема, косити траву для сербського війська. Це призвело до конфлікту та, надалі, до заборони болгарських збройних формувань в Сербії. Після їх розформування 1862 року Левський був змушений слугувати у багатого серба. Але наприкінці 1862 року він пішов із такої служби, в Белграді продовжив навчання своєму ремеслу пошиву одежі, при цьому, у вільний час, Васил відвідував казарми задля продовження опанування військовими навичками.

#### У Румунії
Наприкінці 1862 року Васил переїхав до Румунії, але вже як ветеран болгарських збройних формувань. Скоріше за все, там він вивчав особливості місцевого болгарського революційного осередку.

### Повернення до Болгарії
Влітку 1863 року повернувся в Болгарію і працював церковним співцем у Карлово. Тоді ж його заарештували на три місяці в Пловдиві за участь у Першій болгарській легії в Сербії. Хоча його двоюрідний брат Васил Караіванов згадував, що і Левський, і його дядько були заарештовані на місяць у Пловдиві. Проте є свідчення, що Васила начебто заарештували через скаргу його дядька про те, що він вкрав у нього коня. Взимку 1863 року аж до літа 1864 року Левський жив у Пловдиві та відвідував декілька місяців училище.

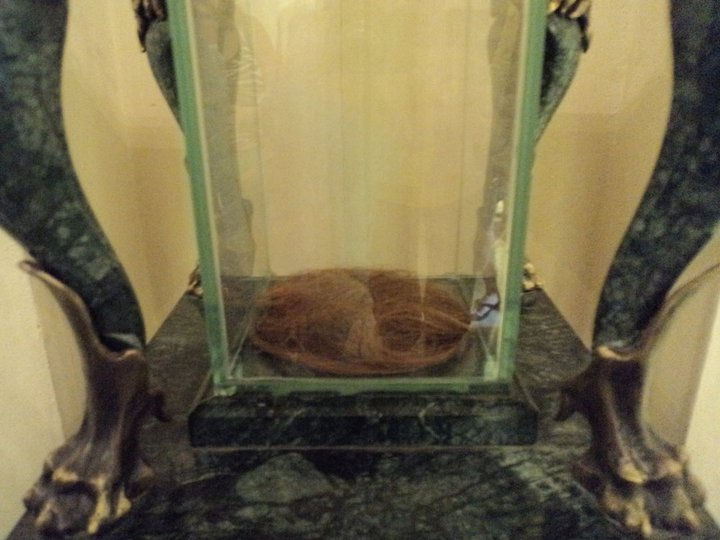
Частина зрізаних кіс Васила Левського, які зберігають у його музеї в місті Карлово.

### Зречення від чернецтва та дияконства
19 квітня 1864 року на Великдень у районі Алтинчаїр біля Карлово у присутності друзів Хаджи Георгія Попристова і Христо Пулева Васил сам відрізав свої довгі чернечі коси, зрікся чернечих обітниць і дияконських свячень. Це викликало справжній скандал у Пловдивській єпархії, його дядько погрожував йому архієрейським су́дом. Проте Васил вперто наполягав на своєму, церковні чини дали йому спокій. Він певний час жив із вчителювання у селах, спочатку поблизу від Карлово, а потім у Добруджі (тепер Румунія). Там де він вчителював, то створював революційні групи для подальшої боротьби проти османів.

### Професійна революційна діяльність на ранньому етапі
1866 року він знову вступив у зв'язок із групами болгарської еміграції, з Раковським, Стефаном Караджою та Хаджи Димитиром. Надалі він до початку 1867 року працював вчителем у Північній Добруджі, а в березні 1867 року переїхав до Бухаресту, де повністю включився у революційну діяльність.

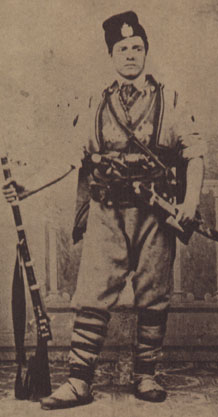
Васил Левський — прапороносець у четі Панайота Хитова.

1867 року Левський став прапороносцем військового загону (чети) Панайота Хитова, здійснив з нею невдалий 99-денний похід по Болгарії, з четою перейшов до Сербії. 1868 року разом із Панайотом Хитовим приєднався до Другої болгарської легії.
У лютому 1868 року захворів (імовірно, це була виразка шлунка), лежав у військовому госпіталі, де його прооперували, потім доліковувався на приватній квартирі. У квітні того ж року він покинув Другу легію, яку наприкінці цього місяця розформував сербський уряд.
У травні і червні 1868 року Васил перебував у румунському місті Турну-Мегуреле, де вирішив організувати невелику чету, щоб з нею піти до Болгарії. У червні він зустрів Хаджи Димитира в Бухаресті, щоб підготувати чету, але не схвалив її організацію і повернувся до Сербії у місто Заєчар. Протягом червня-липня 1868 року на нетривалий час потрапив до в'язниці в Заечарі, тому що підбурював місцевих болгар до військових дій проти османів на теренах Болгарії.
У цей час Васил почав переосмислювати попередню революційну діяльність, як свою, так і в цілому болгарської революційної спільноти. У серпні 1868 року, після повернення в черговий раз до Бухаресту, його знову на короткий термін заарештувала місцева влада через вхід до Болгарії чети Хаджи Димитира і Стефана Караджа, але його досить швидко звільнили через стан здоров'я — ще незагоєну післяопераційну рану. У той час Васил переконався, що не є доцільною тактика лише четницької діяльності, яку гаряче сповідував Раковський. Чети, які потрапляли до Болгарії, не були здатні підняти народ на повстання і їх досить швидко винищували османські вояки саме через відсутність масової та активної підтримки, в першу чергу, селян. Він зрозумів, що потрібний інший шлях для досягнення кінцевої мети — звільнення Болгарії від османів. Вперше Васил висловив думку, що має бути проведена попередня підготовка простих людей до участі у визвольному русі. У листі до Панайота Хитова він натякнув про свої висновки і наміри, повідомив, що він вирішив зробити щось значне на благо Вітчизни: У Васила з'явилась стійка недовіра до Сербії і переконання, що болгари повинні покладатися в першу чергу на себе, а не на зовнішні сили. Загибель чети Хаджи Димитира і Стефана Караджи, нарешті, переконала його в тому, що копітка підготовча робота є необхідною умовою для перемоги болгарської революції. До грудня 1868 року він проживав у Бухаресті, де він почав інтенсивні перемовини з представниками болгарської революційної спільноти. Тоді й відбулась зустріч Васила із Христо Ботевим та їх подальше спільне проживання в покинутому вітряку поблизу Бухареста.
 Христо Ботев]] у листі до Киро Каблешкова: «Мій друг Левський, з яким ми живемо, має нечуваний характер. Коли ми перебуваємо у надкритичній ситуації, він такий веселий, як і тоді, коли ми знаходимося в кращому становищі. Холод, дерево і камінь прокляті, ми голодні два або три дні, а він співає і веселий. Вечором до того, як ляжемо спати — він співає; вранці, як тільки відкриє очі, знову співатиме. Як ти будеш у розпачі, він тобі підніме настрій і змусить забути усі прикрощі та страждання. Приємно людині жити з подібною особистістю!»
Однак деякі дослідники піддають сумніву факт не тільки їхнього спільного проживання, але й взагалі знайомства, мотивуючи повною відсутнісю згадування Ботева у документах самого Левського.

### Створення Внутрішньої революційної організації
На кошти, які зібрала болгарська спільнота, Васил 7 грудня 1868 року відбув з Турну-Мегуреле складним шляхом через Стамбул до Болгарії, куди в'їхав на початку січня 1869 року. Це була його перша подорож з агітаційними цілями задля встановлення контакту з місцевими жителями та будування революційної організації. Його шлях пройшов через Пловдив, Карлово, Сопот, Казанлик, Слівен, Велико Тирново, Ловеч, Плевен і Нікополь. Всюди Васил зустрівся та розмовляв про революцію зі своїми довіреними друзями і знайомими, щоб організувати їх до революційної справи. На той час Васил був впевнений, що через нетривалий час може бути оголошенне повстання. Перший свій візит до Болгарії він закінчив 24 лютого 1869 року і повернувся тоді у Турну-Мегуреле.

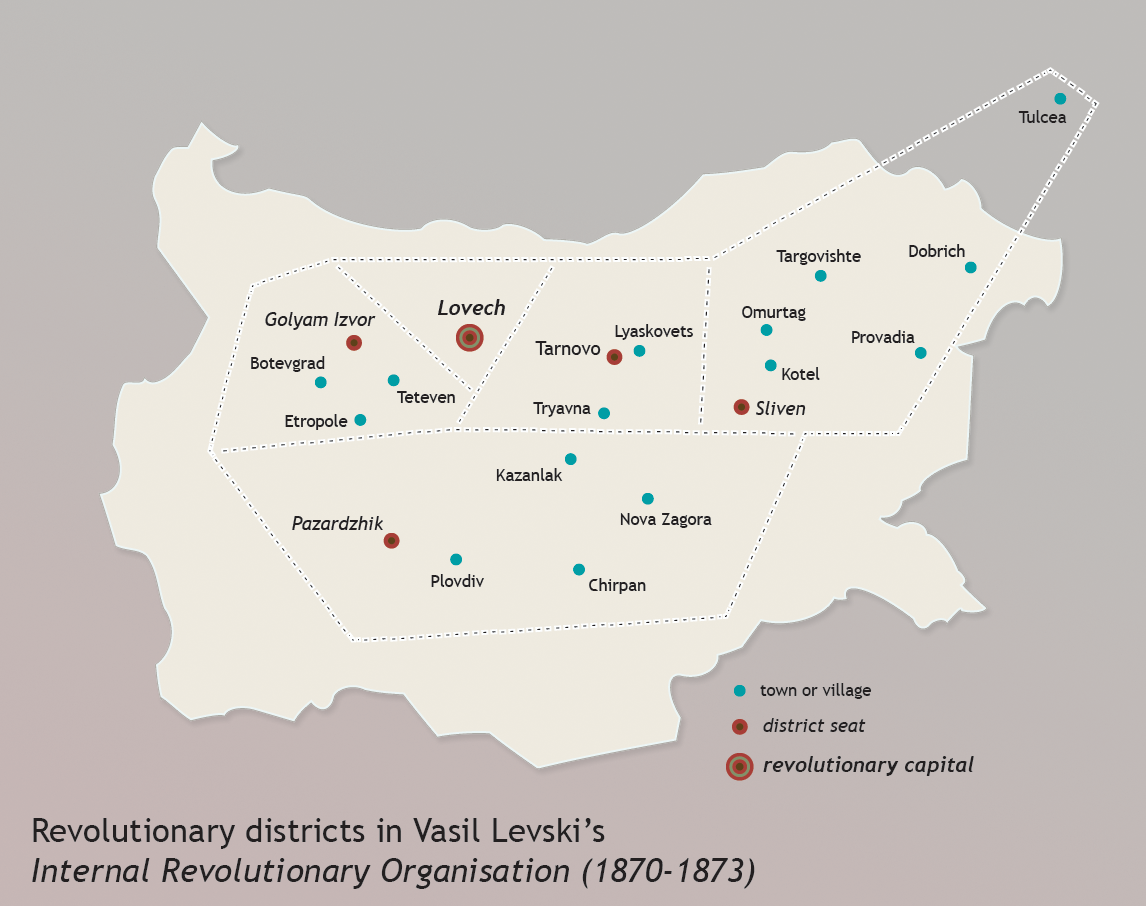
Мапа створених Василем Левським місцевих революційних комітетів.

Другу подорож до Болгарії Васил розпочав 1 травня 1869 року з Нікополю. Цього разу він із собою мав революційну прокламаційну літературу та відповідні документи, що він представляє так званий «Тимчасовий уряд Балкан», який виражає думку революційної болгарської спільноти у Румунії. Саме під час цієї подорожі були зґрунтовані засади майбутньої «Внутрішньої революційної організації» (ВРО). Її основною структурною одиницею став місцевий революційний комітет. Перший був заснований в Плевені, надалі їх створили у Ловечі, Трояні, Карлово, Калофері, Казанлику, Пловдиві, Сопоті, Чирпані та інших місцях. Друга подорож переконала Васила в тому, що повстання не може бути піднято так швидко, як це йому здалося кілька місяців тому. Він зрозумів, що потрібна додаткова підготовка людей через діяльність революційних комітетів, пов'язаних один з одним організаційно.
Після повернення до Бухаресту 26 серпня 1869 року Васил взяв активну участь у житті болгарської еміграції. Наприкінці 1869 року разом із Любеном Каравеловим він взяв участь у створенні Болгарського революційного центрального комітету (БРЦК). Він прагнув переконати імміграцію, що центр підготовки майбутнього повстання повинен бути переданий до Болгарії, що болгари повинні покладатися на свої власні сили, а не зовнішню допомогу, що потрібно рішуче порвати з необачними комбінаціями з балканськими країнами або із сильними країнами Європи. Діячі еміграції відчували необхідність організації повстання, але ніхто чітко не розумів, як це планувати та як це практично зробити. Їм важко було позбутися традиційних уявлень про зовнішню допомогу і керівництво революційним рухом ззовні. У Бухаресті 9 квітня 1870 року помер його молодший брат Христо.
Розчарований відсутністю розуміння ситуації з боку більшої частини еміграції в травні 1870 року Васил повернувся до Болгарії і продовжив свою діяльність. Він категоричний у своїх уявленнях стосовно зовнішньої допомоги, 13 лютого 1871 року Левський написав у статті, яку надрукував у газеті «Свобода» Любен Каравелов, про те, що болгари мають розраховувати виключно на свої сили: «Має заговорити ніж, масло вже не допомагає», що безнадійними є звертання до європейських консульств та правительств, які не тільки є байдужими до страждань болгар, а й активно допомагають недолугій Османській імперії триматися на ногах, зокрема, «Слов'яни поляки є турецькими жандармами, французи — турецькими інженерами, англійці — турецькими дипломатами, козаки некрасовці — турецькою поліцією, німці — турецькими шпіонами, угорці — братами турків, чехи — турецькими музикантами». До кінця 1871 року йому вдалося створити густу мережу революційних комітетів, об'єднаних в загальну організацію — Внутрішню революційну організацію (ВРО). Столицею BPO став Ловеч. Його революційний комітет став Центральним як для «Тимчасового уряду Балкан», так й до БРЦК. Його створення було дуже важливим кроком у зміцненні ВРО. Це забезпечило організаційну роботу по підготовці повстання у всій країні. Він підтримував основні зв'язки з еміграцією. Васил Левський вважав його вищим керівницьким органом загальнонаціонального революційного руху. Сільські та міські місцеві революційні комітети об'єднали в собі представників усіх соціальних груп болгарського суспільства. Васил Левски, єдиний з «великої четвірки» лідерів болгарської революції, досяг розуміння того, що до підготовки революції повинні бути залучені й сільські підприємці (болг. чорбаджия). Вони особливо необхідні для фінансового забезпечення майбутнього повстання. Він передбачає отримання цих коштів у добровільному порядку, але для тих, хто відмовляється підтримувати національну революційну справу, потрібно ввести революційний терор. З цією метою в травні 1871 року він створив приклад «загрозливого» листа, який мав би лякати незгодних, але в якому активно роз'яснювали цілі та завдання революційної підготовки: «У Болгарії не матимемо царя, а народне управління, і кожен матиме своє. Кожний буде служити вірою і законно буде судити, як болгарина, так і турка, єврея та інших. Свобода і чиста Республіка».
Наприкінці 1871 року ВРО, практично керована Левським, стала єдиною силою, яка виявилась здатною впровадити активну революційну ідею у широкі маси болгар. Революційні місцеві комітети активно почали вербувати прихильників та збирати гроші задля купівлі зброї. Рівень навантаження на Васила збільшився в рази, через що йому надіслали на допомогу двох помічників — Ангела Кинчева і Димитира Обшті. Це трохи розвантажило Васила, але тривала така співпраця недовго, адже 5 березня 1872 року в Русе під час затримання османською поліцією задля перевірки документів зчинив самогубство Ангел Кинчев. Обшті почав все менше координувати свою діяльність з Левським, все більше не дотримуватися революційної дисципліни на межі з авантюризмом, що зрештою призвело до провалу ВРО та арешту Левського.
Тим часом Левський у вересні 1871 року створив устав ВРО під назвою «Настанова для робітників для звільнення болгарського народу».. Він розробив його в дусі своїх політичних поглядів: звільнення Болгарії від османів через загальнонаціональну революцію народу і подальше створення демократичної республіки, що гарантує рівність всіх громадян, незалежно від їх етнічної приналежності та релігії. Його попередня релігійна діяльність надала йому можливість знаходити однодумців серед священиків православної церкви. Зокрема, допомогу йому у цей період надавали у Драгалевському монастирі, де ігумен Генадій грав значну роль у роботі Софійського місцевого революційного комітету, часто переховував Васила під час його революційних подорожей.

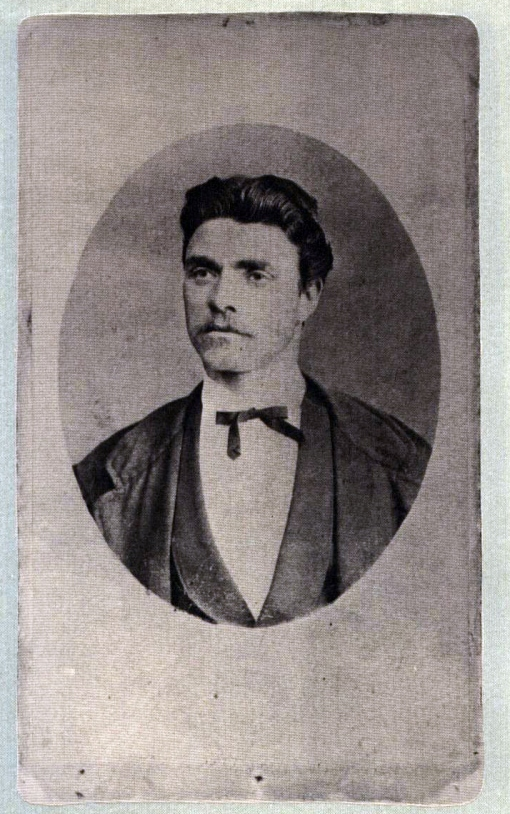
Останнє фото Левського 1872 року, яке було зроблено під час засідання БЦРК. Потрапило до османської поліції, саме за ним його розшукували жандарми.

Після подорожей в Болгарію у другій половині 1871 року відмовився від своєї первинної ідеї, що загальні збори внутрішніх і зовнішніх комітетів будуть організовані в Болгарії. Він сприйняв думку БЦРК про те, що це має відбутися в Бухаресті. На початку квітня 1972 року він відправився до Румунії, де він залишався протягом 80 днів. Ініціатор і учасник перших загальних зборів БЦРК в Бухаресті (29 квітня — 4 травня 1872 року), Левський взяв участь у п'яти зустрічах як представник декількох революційних комітетів з Південної Болгарії, маючи при цьому право на 3 голоси. Його обрали в комісію з 4-х членів, які мали створити програму і переглянути статут БЦРК. У кінці червня 1872 року Васил залишив Бухарест і, як повноважний представник БЦРК, почав реконструкцію ВРО. У кінці липня уточнив для себе концепцію реорганізації мережі та приступив до створення регіональних комітетів BPO. Прийняв пропозицію Любена Каравелова про спільні дії з сербами, але поставив умову, щоб це було тільки в тому, щоб прийняти 150—200 чоловік для навчання у військовій школі в Белграді. Наполягав перекласти болгарською військові статути, книги з фортифікації і військовій тактиці.

### Арешт, слідство та страта
Друга половина 1872 року склалась невдало для Васила. Зросли протиріччя всередині ВРО, відбулось прикре вбивство Левським найманого робітника одного багатія з Ловеча під час спроби експропріювати гроші для революції. Левський вдарив цього хлопця двічі каменем, щоб заглушити його крик, яким той сполохав людей. Через короткий час хлопець помер. Про це Левський жалкував весь час, що йому залишився, хоча й в листі до Любена Каравелова він певною мірою виправдовувався, що багато невинних можуть померти допоки не переможе революція. Хоча його обвинувачували у неумисному вбивстві, за яке він міг отримати 15 років, але у випадку ще одного вбивства це була б смертна кара.
Відбувся його повний розрив із Димитиром Обшті, який зробив разом із 13-ма іншими революціонерами 22 вересня 1872 року несанкційоване керівництвом ВРО, в тому числі, й Левським та Кристю Никифоровим, збройне захоплення османської казначейської брички у місцевості Пентата Арабоконацького гірського проходу біля Орханіє. Хоча до рук революціонерів потрапили 125 000 грошей, але їх використати вони не змогли, адже випадково були швидко розкриті та більшу частину їх затримали, в тому числі, й Обшті. У процесі слідчих дій через неправильний захист Обшті, який випадково виказав організаційні засади ВРО, поліція вийшла на певні структури цієї організації, що надалі спричинило масштабне розслідування, яким головувала створена султаном Софійська надзвичайна слідча комісія.
Поступово османські поліцаї переловили багато членів революційних комітетів, які своїми показами звузили коло навколо Левського. Найцінніші для османів покази надав секретар Тетевенського комітету Іван Фурнаджієв, який досить детально описав особливості спілкування та зовнішності Васила. Внаслідок швидко були заарештовані члени Ловецького революційного комітету — найближчі Левському. У листопаді 1872 року він отримав листа від Каравелова з вимогою БЦРК почати повстання у Болгарії, але не виконав його, чудово розуміючи, що народ ще не готовий до цього.
Через виниклу в нього недовіру до Ловецького та Тетевенського комітетів (він прознав про використання революційних грошей на свої цілі головою комітету, підкидання обурливих листів, начебто від нього, звинувачення його самого в авторитаризмі) Васил вирішив забрати звідти архіви, тому приїхав до Ловеча, перевдягнутий у турецький костюм, 24 грудня 1872 року. 26 грудня після того, як він зашив архіви у сідло коня, вирушив на шлях до Велико Тирново.
27 грудня 1872 року Левського заарештували в районі Ловеча — начебто його видав владі представник православної церкви Кристю Никифоров (піп Кристю). Проте є думки, що Васила схопили османські поліцаї не через зраду, а внаслідок цілої череди поліцейських розкриттів. А також є версії, що арешт був випадковим — на виїзді з Ловеча османському патрулю, який перестрів Васила, здалась підозрілою вимова Левського, який до цього назвався жителем Ловеча. Османи одразу не арештували Васила, а віпустили його, потім взяли підкріплення та наздогнали його, коли він зупинився у Кикринському селищному заїжджому дворі, якого свого часу Васил та Ловецький комітет перетворили на революційну явку, поставивши керувати нею свою людину. Або османські патрулі сповістив про нього, як про підозрілу людину, хтось із пожильців заїжджого двора. Загалом вранці заїжджий двір оточили 15 поліцейських разом з їхнім старшим офіцером. Під час проведення операції серед голосів тих, хто оточував двір, в середині його Левський почув та розпізнав начебто голос того поліцая, який напередодні зустрів Васила на виїзді з Ловеча. Через це Левський спробував втекти, перескочивши через паркан до клуні, але там також були в засідці поліцаї. Левський стріляв із пістолета, поранив у руку старшого офіцера, але й сам був поранений пострілом, куля ворогів зрізала, наче ножем, половину вушної раковини, при цьому трохи контузивши Васила. На нього накинулись поліцаї та скрутили. При його арешті архів революційних комітетів османи не знайшли. Поліція гадки не мала, кого вона захопила, але з посиленим конвоєм відправила Левського до Велико Тирново, де, зрештою, й встановили його особистість. Одразу місцева влада ухвалила рішення про передачу Левського до Софії. Є свідчення, що Васил чекав на те, що його відіб'ють однодумці-революціонери під час конвоювання.

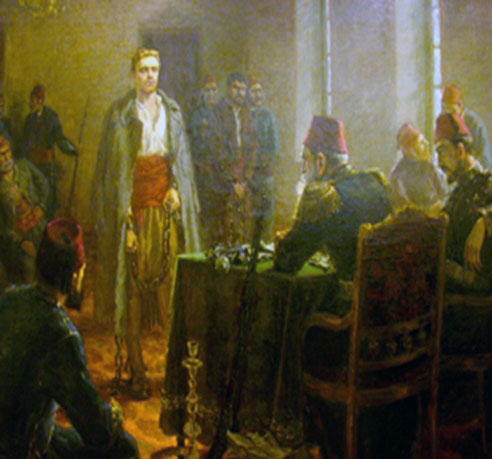
Васил Левський перед Софійською слідчою комісією (Калина Тасева, олія, 1954 рік).

По приїзду до Софії Левського передали під юрисдикцію Софійської надзвичайної слідчої комісії. Левський побудував свій захист на основі трактування прав християн згідно султанського фірмана Хатихумаюн, який був оприлюднений 1856 року та урівнював у правах немусульман із мусульманами в Османський імперії. Він це зробив, аби не видати нікого з революціонерів. Підкреслив декілька разів, що шукав законні способи змінити життя в імперії. Відхрестився від дій Димитира Обшті, щоб уникнути кримінальної відповідальності. Від султана в Європі очікували помилування Левського та того, що будуть випущені з в'язниці усі, хто не брав участі у пограбуванні казначейської брички, тому що політичний процес не був в інтересах Османської імперії і шкодив би її репутації в Європі. Однак султан надіслав комісії інструкції, згідно яких передав їй функції суду, що було неприпустимим навіть за законами імперії. Також у цих інструкціях була вимога наказати якнайсуворіше керівників спротиву. Тому комісія винесла смертні вироки Василу Левському та Димитиру Обшті, а ще 60 були засуджені на різні терміни тюремного ув'язнення. Подальше розлоге слідство султан заборонив проводити аби не збурити болгарське населення.

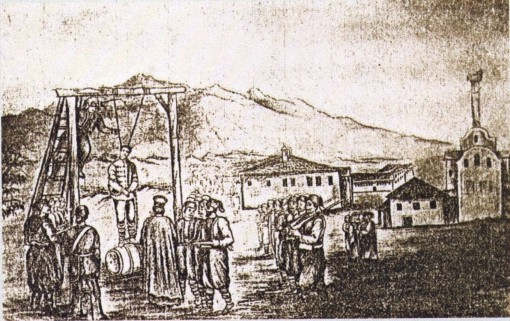
Малюнок страти Левського (Симеон Симеонов-Моната, графіка, до 1881 року).

6 лютого 1873 року за старим стилем смертний вирок Левському через повішення на шибениці виконали в центрі Софії, поблизу того місця, де сьогодні стоїть пам'ятник йому.
Перед стратою Левський погодився на чин сповіді, який провів архієрейський намісник Софії отець Тодор Митов. При цьому Васил сказав: «Все, що я робив, було на користь народу».. І попросив в отця Тодора прощення від нього та Бога, а в молитвах поминати його як священнослужителя — ієродиякона Ігнатія, та молитися за болгарський народ. За свідченням сучасників і свідків страти Васил поводив себе дуже достойно. За їхньою думкою отець Тодор не видав таємницю сповіді, а спростив її та виклав своїми словами те, що не нанесло шкоди наріжнрму поняттю «таємниця сповіді». Священик піп Христо Стоїлов розказав про останні хвилини Левського:
Діякон тримався хоробро. Сказав, що справді є першим, але після нього прийдуть тисячі. Кат йому накинув мотузку та штовхнув стілець. Я заплакав та повернувся до «Святої Софії», аби турки не побачили, що я плачу.
Де поховали Левського достеменно невідомо. Згідно існувавших на той час правил стосовно видачі тіл страчених, їх османська влада віддавала тій релігійній громаді, до якої належав страчений. Але під час страти усі болгарські священики полишили місце страти. Таким чином, ймовірно, османи не знайшли або не схотіли знайти представника православної громади для передачі йому тіла. Тому припускають, що османи поховали Левського у загальній могилі для злочинців у місцевості Кюлюците. Одразу після звільнення Болгарії почали пошуки, однак вони до результатів не призвели, хоча і знаходили певні рештки, які вважали кістяком Левського. Але надалі вони були втрачені. Через те, що кістяк знайшли при археологічних розкопуваннях у церкві Святої Петки Самарджийської в центрі Софії (болг. Света Петка Самарджийска) саме на стіні її 1986 року прикріпили пам'ятну дошку, на якій було сказано, що тут поховано Васила Левського. Потім, через виниклі сумніви про правильність версії, дошку прибрали, але 2012 року знову повернули до церкви. Більшість дослідників вважає, що це не є місцем справжнього поховання Левського, але обґрунтування наявності дошки є таким: «Без огляду на те, чи є правильною версія про поховання Левського тут, ідея дошки полягає в тому, що болгари мають отримати місце, де можуть схилити голову в пам'ять про Апостола».

## Підсумок і значення революційної діяльності Васила Левського
Тактика диверсійної діяльності Васила Левського — пересування по території Османської імперії, вербування як селян, так й представників болгарської інтелігенції та підприємництва до складу таємних місцевих революційних комітетів, які мали готувати антиосманські військові акції. Він вважав, що до боротьби з османами слід обов'язково залучати й сільську еліту — багатих торговців, землевласників тощо. Йому вдалося виховати керівні кадри для майбутнього повстання — Стефана Стамболова та Атанаса Узунова, створити цілу вертикаль повстанських організацій. За цією схемою й було організовано Квітневе повстання 1876 року, яке слугувало одним з аргументів для Російської імперії на проведення військової інтервенції 1877 року і створення Болгарського князівства.

## Пам'ять
У сучасній Болгарії особистість Васила Левського розглядають як найяскравішу серед болгарських революціонерів. Він є Національним героєм Болгарії і уособленням національної ідеології «чистої і святої республіки». 2007 року болгарська національна телевізійна компанія провела національне телевізійне опитування в країні, яке показало, що громадяни Болгарії поставили Васила Левського на перше місце у списку найвеличніших болгар за усі часи.
Станом на 2016 рік існує 150 пам'ятників Левському, з яких 131 знаходяться в Болгарії і 19 за кордоном. Працюють три музеї, присвячені безпосередньо Василу Левському. Це музей «Васил Левський» (місто Ловеч), «Кикринський заїжджій двір» і Національний музей «Васил Левський» (Карлово). Ім'я Васила Левського носять місто, шість сіл, одна община, квартали в Балчику, Варні, Софії, тощо, ряд проспектів, площ і вулиць, шкіл (деякі з них існують та працюють за межами Болгарії — у Валенсії, Кишиневі, Лас-Вегасі, Лондоні, Парижі і Сан-Дієго), громадські центри, підприємства, спортивні секції, Національна академія спорту та Національний стадіон у Софії, Національний військовий університет у Велико Тирново. Є гора у Стара Планина і горний пік на острові Лівінгстон, які також назвали на його честь.
У 2009 році болгарські астрономи відкрили астероїд, якому дали назву «204 831 Левський».
Образ Васила Левського неодноразово використовували у створенні зображень на болгарських регулярних і пам'ятних банкнотах та монетах. Зокрема, на банкноті 1999 року номіналом в 1000 левів. Василу Левському присвячені поштові марки, зокрема, марка 1929 року.
|                      |                    |                         |                                               |
| Пам'ятник у Карлово. | Пам'ятник у Софії. | Пам'ятник у Бердянську. | Барельєф на болгарському посольстві у Парижі. |